# The Bugaboos
The Bugaboos är bergstoppar i Kanada.   De ligger i provinsen British Columbia, i den södra delen av landet, 3 100 km väster om huvudstaden Ottawa.
Trakten runt The Bugaboos består i huvudsak av gräsmarker. Trakten runt The Bugaboos är nära nog obefolkad, med mindre än två invånare per kvadratkilometer.